# بروس براينت
بروس براينت (بالإنجليزية: Bruce Bryant)‏ هو سياسي أمريكي، ولد في 21 نوفمبر 1961 في كانتون في الولايات المتحدة. حزبياً، نشط في الحزب الديمقراطي. وقد انتخب عضو مجلس ولاية مين.